# سیارک ۲۵۴۹۷
سیارک ۲۵۴۹۷ (به انگلیسی: 25497 Brauerman، نامگذاری:1999XV87) بیست و پنج هزار و چهارصد و نود و هفتمین سیارک کشف شده‌است که در ۷ دسامبر ۱۹۹۹ کشف شد.
قدر مطلق سیارک برابر ۱۱.۷ است.